# Colombo
Colombo (en cingalés: කොළඹ Koḷam̆ba, en tamil: கொழும்பு Koḻumpu) es la ciudad más poblada de Sri Lanka, capital comercial y sede del Gobierno. Está situada en la costa occidental de la isla en proximidades de Sri Jayawardenapura Kotte, la capital administrativa de Sri Lanka. Colombo es una ciudad vibrante plena de vida con una mezcla de arquitectura moderna, edificios coloniales y ruinas y una población de más de 600 000 habitantes.
El nombre "Colombo", le fue dado por los colonizadores portugueses en 1505, y se cree que se deriva de la palabra cingalesa Kolon thota, que significa "Puerto sobre el río Kelani". También se ha sugerido que el nombre podría estar relacionado con la palabra cingalesa Kola-amba-thota que significa "Puerto con frondosos árboles de mango".

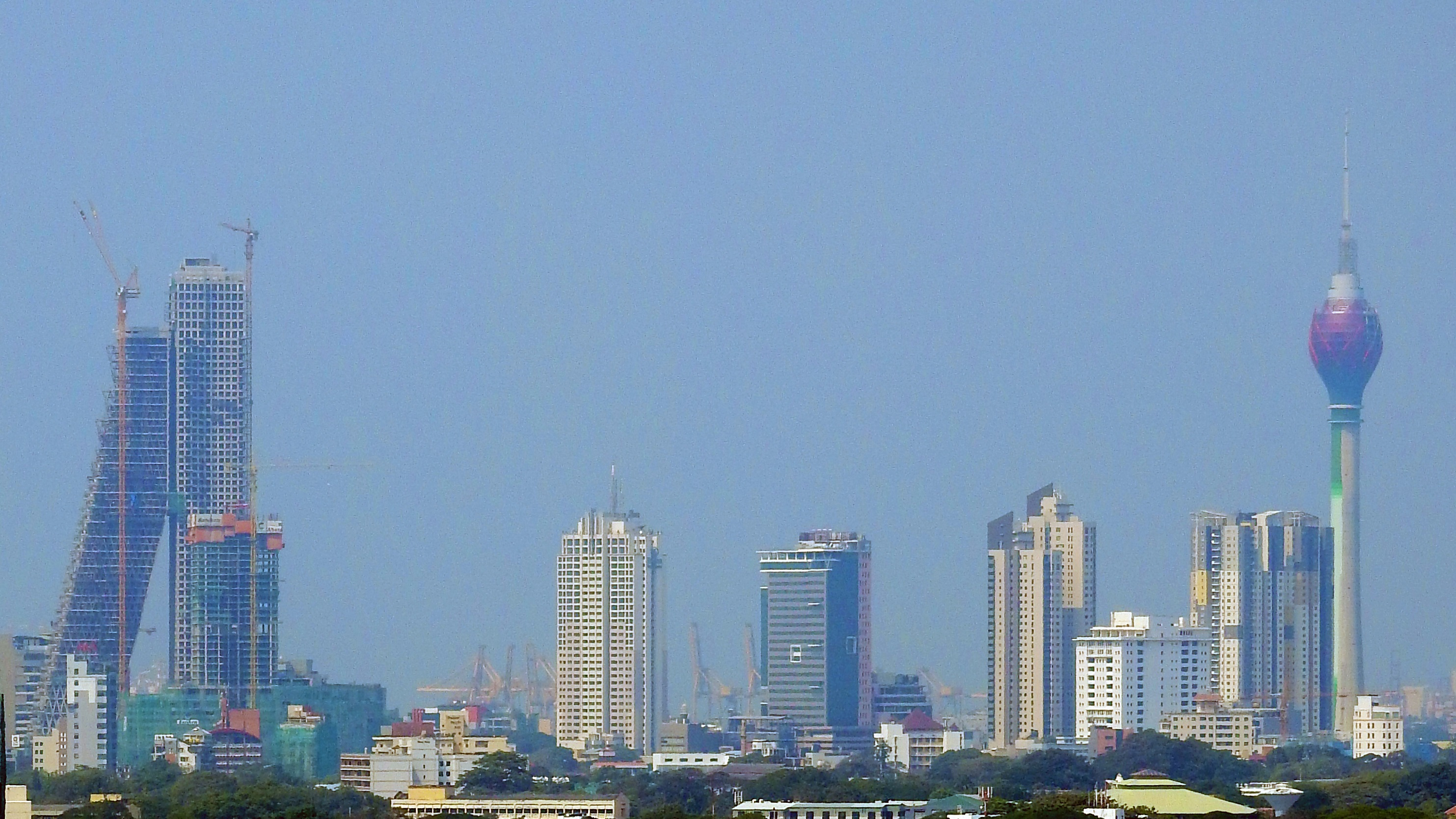
Colombo.

Debido a que es un gran puerto natural y su posición estratégica sobre las rutas comerciales marinas que unen el Este y el Oeste, hace más de 2000 años que los comerciantes conocen su existencia. Sin embargo, la ciudad no fue designada capital de la isla de Sri Lanka, hasta que esta fue cedida al Imperio británico en 1815, y mantuvo su condición de capital cuando la nación se independizó en 1948. En 1978, cuando las funciones administrativas fueron trasladadas a Sri Jayawardenapura Kotte, Colombo fue designada capital comercial de Sri Lanka.
Al igual que muchas otras ciudades, el área urbana de Colombo se extiende más allá de los límites administrativos, abarcando otros núcleos urbanos y municipalidades. La zona central de la ciudad aloja la mayoría de las oficinas corporativas, restaurantes y lugares de ocio de Sri Lanka. Entre los lugares famosos de Colombo se encuentran el parque Galle Face, el Parque Viharamahadevi y el Museo Nacional.

## Historia
Durante más de 2000 años viajeros y comerciantes árabes y chinos han visitado Colombo, en su tránsito por el océano Índico triangulando entre la península arábiga, la India y el sudeste asiático. El viajero árabe Ibn Batuta, visitó la isla en el siglo XIV, se refiere a ella como Kalanpu. Comerciantes musulmanes árabes, comenzaron a asentarse en Colombo durante el siglo VIII sobre todo porque la presencia del puerto les permitía controlar sus negocios y el comercio entre el reino cingalés y el mundo exterior. En la actualidad, constituyen la comunidad mora de Sri Lanka.

### La era portuguesa
Los exploradores portugueses, liderados por Don Lourenço de Almeida, llegaron por primera vez a Sri Lanka en 1505. Durante su primera visita se firmó un tratado con el rey de Kotte Parakramabahu VIII (1484-1508) que les autorizaba a comerciar canela producida en la isla, y a establecerse a lo largo de las zonas costeras de la isla, incluso en Colombo. El tratado le cedía a los portugueses plena autoridad sobre la línea costera a cambio del compromiso de éstos de proteger la costa contra invasores. También se les permitió establecer un puesto de comercio en Colombo. Al poco tiempo, sin embargo, los portugueses expulsaron a los habitantes musulmanes de Colombo y comenzaron a construir un fuerte allí en 1517.

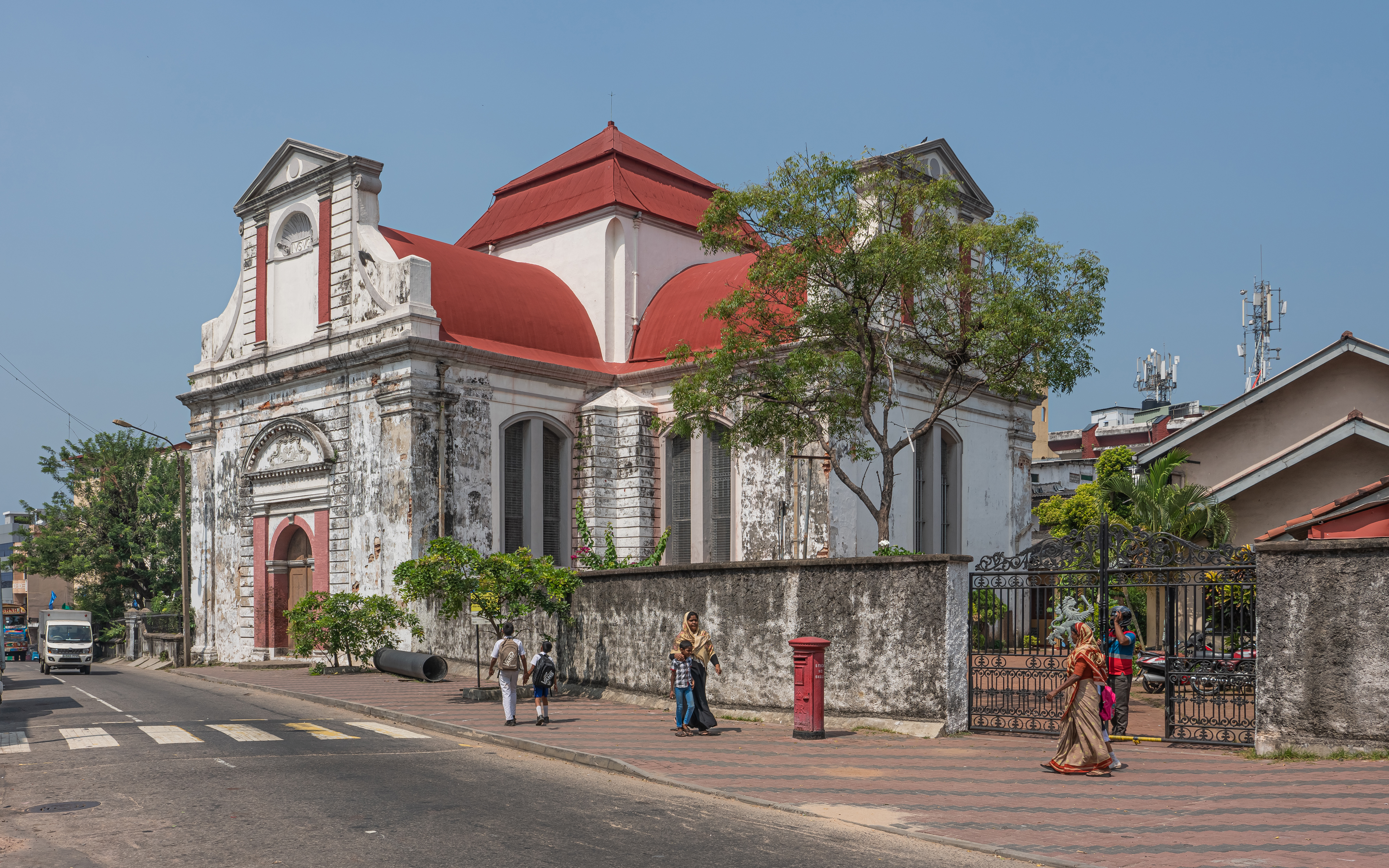
La herencia colonial Colombo es visible por toda la ciudad, como en la histórica iglesia Wolvendaal, establecida por los neerlandeses en 1749.

Pronto los portugueses se dieron cuenta de que necesitaban contar con el control de Sri Lanka para proteger sus establecimientos costeros en la India y por lo tanto comenzaron a manipular a los gobernantes del reino Kotte con el fin tomar el control de la zona. Después de explotar hábilmente las rivalidades dentro de la familia real, tomaron control de una extensa área del reino, por lo que el rey cingalés Mayadunne estableció un nuevo reino en Sitawaka, un dominio del reino Kotte. En poco tiempo Mayadunne anexa gran parte del reino Kotte y obliga a los portugueses a retirarse a Colombo, que fue sitiada en repetidas ocasiones por Mayadunne y más tarde por los reyes de Sitawaka, lo que obliga a los portugueses a buscar refuerzos de su base principal en Goa, India. Sin embargo, tras la caída del reino en 1593, los portugueses logran quedarse con el control de toda la zona costera, haciendo de Colombo su capital.

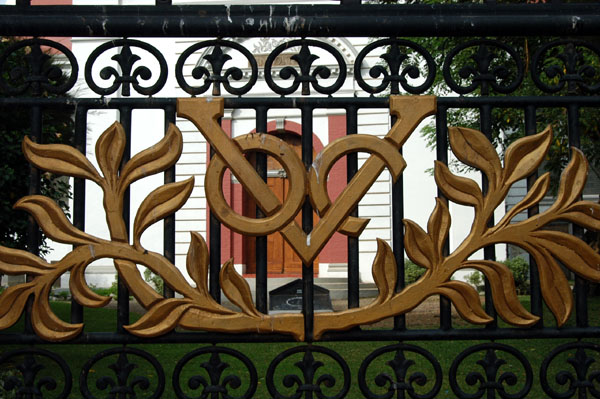
La VOC (Verenigde Oostindische Compagnie) logo de la Compañía Holandesa de las Indias Orientales en las puertas de la iglesia Wolvendaal.

A esta parte de Colombo se la llama Fort (fuerte) y en ella se encuentran el palacio presidencial y la mayoría de los hoteles de cinco estrellas. El área inmediatamente fuera de Fort se la llama Pettah (en cingaléspiṭa koṭuva, "afuera del fuerte") y es un centro comercial.

### La era holandesa
En 1638 los neerlandeses firmaron un tratado con el rey Rajasinha II de Kandy, mediante el cual garantizaban la ayuda al rey en su guerra contra los portugueses a cambio del monopolio comercial de las principales mercancías de la isla. Inicialmente los portugueses resistieron el embate neerlandés y de los kandyanos, pero poco a poco a partir de 1639 fueron derrotados en sus fortalezas. Los neerlandeses capturaron Colombo en 1656 después de un asedio épico, al final del cual solo 93 portugueses lograron salir vivos del fuerte. Si bien inicialmente los neerlandeses iban a devolver la zona capturada al rey cingalés, luego se negaron a proceder de esta forma y tomaron control de las tierras de cultivo de canela, las más productivas de la isla incluyendo Colombo la que se convierte en capital de las provincias marítimas neerlandesas bajo el control de la Compañía Holandesa de las Indias Orientales hasta 1796.

### La era británica

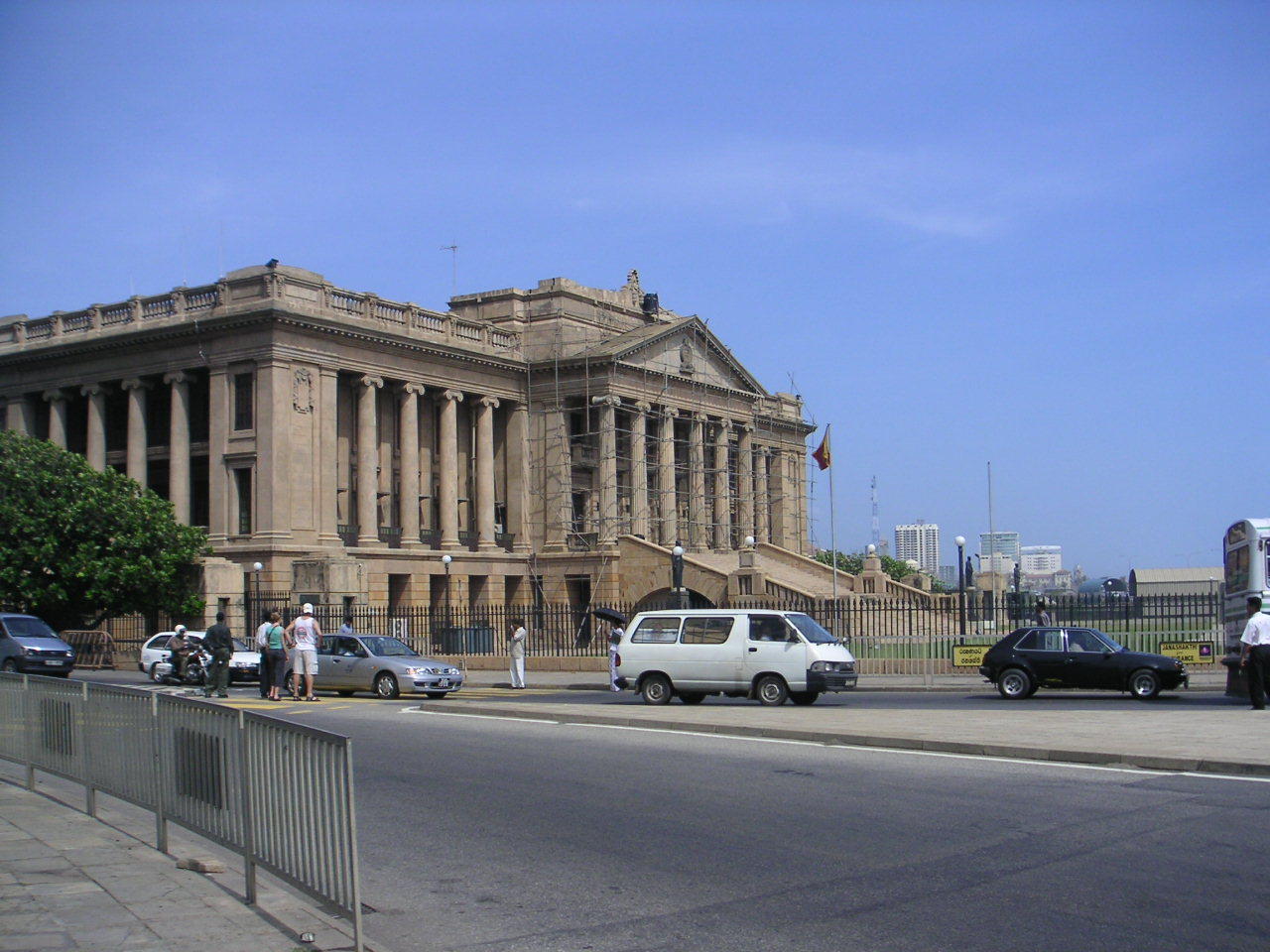
El antiguo parlamento de Colombo.

Los ingleses capturan Colombo en 1796, y lo convierten en un puesto de avanzada militar hasta que les es cedido el reino de Kandy en 1815 y entonces convierten a Colombo en la capital de la colonia de Ceilán que acaban de crear. A diferencia de los portugueses y neerlandeses, que habían utilizado Colombo principalmente como un fuerte militar, los británicos comenzaron a construir casas y otras estructuras civiles en torno a la fortaleza, dando lugar a la actual ciudad de Colombo.
Al principio, nombraron a cargo de la administración de la ciudad a un "colector", siendo John MacDowell del Servicio de Madras el primero en ocupar el cargo. Luego, en 1833, el Agente del gobierno de la provincia occidental fue encargado de la administración de la ciudad. Los siglos de dominio colonial habían significado una disminución de la participación de los habitantes locales en la administración de Colombo, por ello en 1865 los británicos establecieron un Consejo Municipal como un medio de entrenar y formar a la población local para su autogobierno. El Consejo Legislativo de Ceilán creó el Consejo Municipal de Colombo en 1865 y el Consejo se reunió por primera vez el 16 de enero de 1866. En ese momento, la población de la región era de unos 80000 habitantes.
El 5 de abril de 1942, bombarderos japoneses atacaron una base aérea británica en la ciudad, destruyendo el 50 % de la fuerza aérea enemiga en la colonia. Estas operaciones formaban parte de la incursión japonesa del océano Índico de 1942. Afortunadamente, el ataque se limitó a las bases militares, y las instalaciones portuarias fueron respetadas.
Mientras los británicos tuvieron el control de Colombo, fueron responsables de gran parte de la planificación de la actual ciudad. En algunas partes de la ciudad, todavía son visibles elementos de infraestructura tales como tranvías y empedrados de calles de granito que fueron colocados en esa época.

### Posindependencia

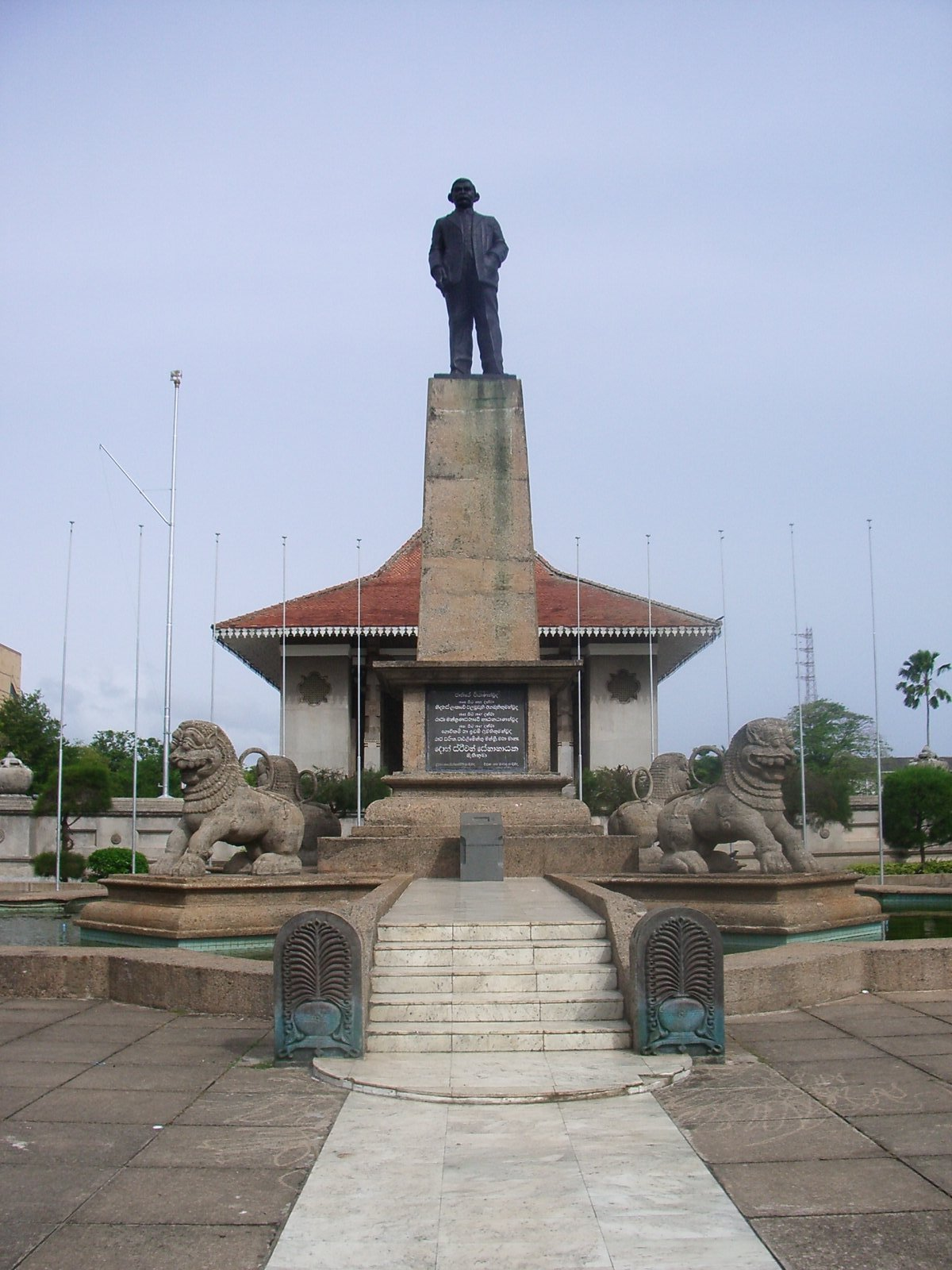
Monumento dedicado a la memoria de la independencia de Colombo.

La era colonial terminó pacíficamente en 1948, cuando Ceilán obtuvo la independencia de Gran Bretaña. Debido al gran impacto que esto causó en los habitantes de la ciudad y el país en su conjunto, se produjeron una serie de cambios drásticos al final del período colonial. Sin embargo la era colonial dejó sus rastros en el establecimiento de una nueva cultura, marcada por cambios en las leyes y costumbres, estilos de ropa, religiones y los nombres propios. Estos cambios culturales fueron seguidos por el fortalecimiento de la economía de la isla. Aún hoy, las influencias portuguesa, holandesa y británica son claramente visibles en la arquitectura de Colombo, los nombres, la ropa, la comida, el idioma y los usos y costumbres. Algunos edificios resabios de los tres períodos coloniales permanecen de pie como recuerdos del pasado turbulento de Colombo. La ciudad y sus habitantes presentan una interesante mezcla estilos y modas europeas entremezcladas con costumbres locales. Colombo es, con mucho, más moderna que la mayoría de las ciudades en los países vecinos y es una floreciente metrópolis de Oriente.
Históricamente, Colombo se refería a los alrededores de Fort y el Mercado de Pettah que es famoso por la variedad de productos disponibles, así por la torre del reloj Khan, un hito local. Actualmente, corresponde al área comprendida bajo el control de Consejo Municipal de Colombo. Aunque más a menudo, el nombre se utiliza para referirse a la aglomeración urbana conocida como Gran Colombo, que abarca varios consejos municipales incluidos Kotte, Dehiwela y Colombo.
Aunque Colombo perdió su condición de capital de Sri Lanka en el decenio de 1980, sigue siendo el centro comercial de la isla. Pese a que la capital oficial de Sri Lanka fue desplazada a la vecina Sri Jayawardanapura Kotte, la mayoría de los países todavía mantienen sus misiones diplomáticas en Colombo.
A pesar de que el Tsunami de diciembre de 2004 afectó playas al sur de Colombo, la ciudad no sufrió grandes destrozos. Sin embargo, miles de desplazados llegaron a la ciudad poco después.

## Geografía
La geografía de Colombo es diversa, se destacan los numerosos canales que la atraviesan, y el lago Beira de 65 hectáreas que se encuentra en el corazón de la ciudad. El lago es uno de los elementos más característicos de Colombo, y fue utilizado durante siglos por los colonos como elemento defensivo de la ciudad. Hoy sigue siendo una atracción turística, acoge regatas, y eventos teatrales en sus orillas. El norte y la frontera nororiental de la ciudad de Colombo están formados por el río Kelani, que desemboca en el mar en una parte de la ciudad conocida como la Modera (mōdara en cingalés), que significa delta del río.
Durante el tsunami de 2004 la ciudad de Colombo no sufrió grandes daños, a diferencia de algunas de las zonas costeras de la isla cuyas poblaciones quedaron desoladas.

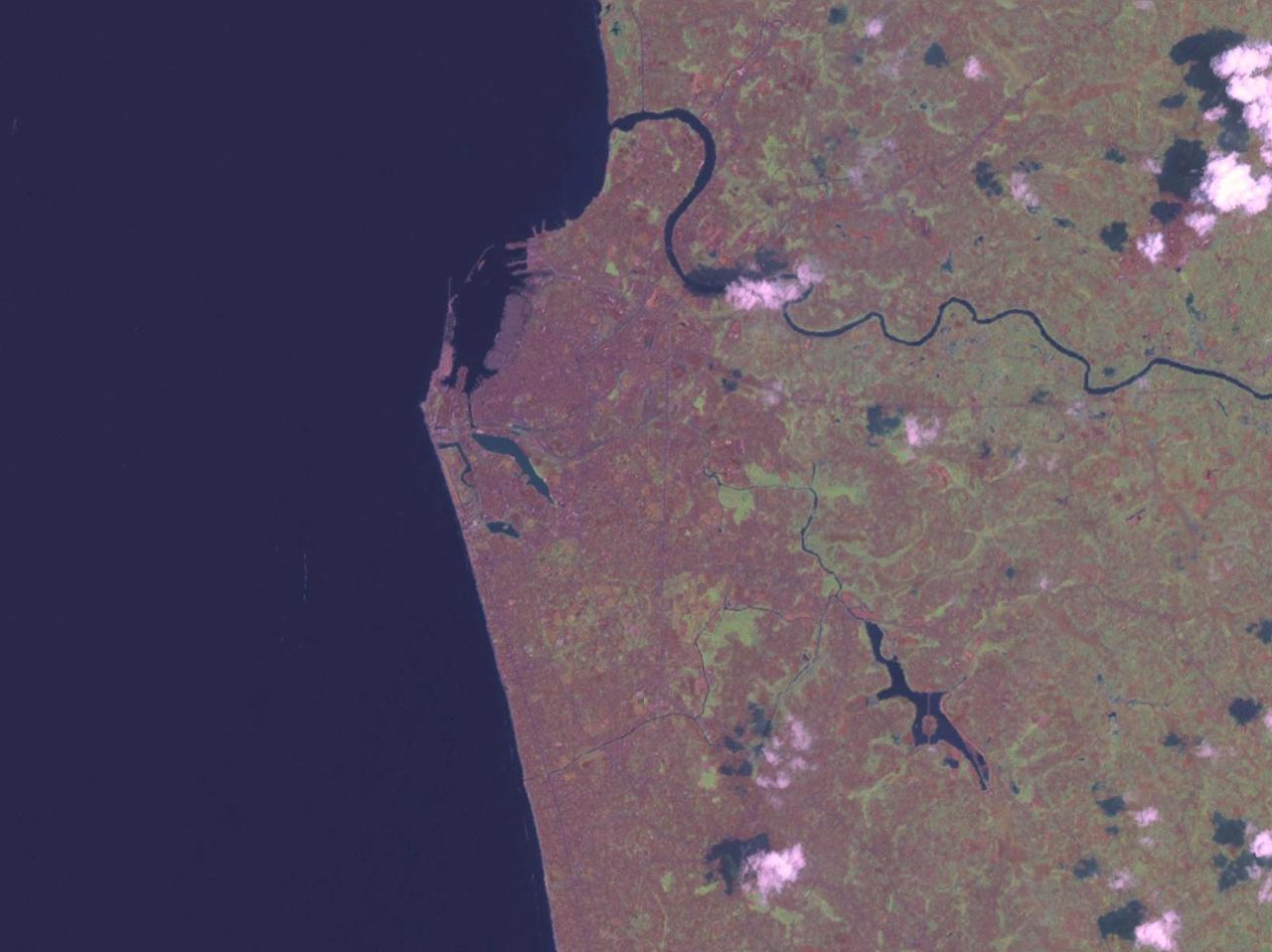
Vista aérea de Colombo.

### Clima
El clima de Colombo es tropical la mayoría del año. De marzo a abril la temperatura media es de alrededor de 31 °C como máximo. El único cambio cíclico importante del clima de Colombo se produce durante la temporada de monzón, de mayo a agosto y de octubre a enero. Durante esta época del año se registran fuertes lluvias. La temperatura diurna de la ciudad no presenta excesivas diferencias con la nocturna, aunque esta es más marcada en los meses más secos del invierno, donde las temperaturas medias mínimas son de 22 °C. El promedio de precipitaciones en la ciudad es de alrededor de 2400 mm al año.
| Parámetros climáticos promedio de Colombo, Sri Lanka                   | Parámetros climáticos promedio de Colombo, Sri Lanka | Parámetros climáticos promedio de Colombo, Sri Lanka | Parámetros climáticos promedio de Colombo, Sri Lanka | Parámetros climáticos promedio de Colombo, Sri Lanka | Parámetros climáticos promedio de Colombo, Sri Lanka | Parámetros climáticos promedio de Colombo, Sri Lanka | Parámetros climáticos promedio de Colombo, Sri Lanka | Parámetros climáticos promedio de Colombo, Sri Lanka | Parámetros climáticos promedio de Colombo, Sri Lanka | Parámetros climáticos promedio de Colombo, Sri Lanka | Parámetros climáticos promedio de Colombo, Sri Lanka | Parámetros climáticos promedio de Colombo, Sri Lanka | Parámetros climáticos promedio de Colombo, Sri Lanka |
| Mes                                                                    | Ene.                                                 | Feb.                                                 | Mar.                                                 | Abr.                                                 | May.                                                 | Jun.                                                 | Jul.                                                 | Ago.                                                 | Sep.                                                 | Oct.                                                 | Nov.                                                 | Dic.                                                 | Anual                                                |
| ---------------------------------------------------------------------- | ---------------------------------------------------- | ---------------------------------------------------- | ---------------------------------------------------- | ---------------------------------------------------- | ---------------------------------------------------- | ---------------------------------------------------- | ---------------------------------------------------- | ---------------------------------------------------- | ---------------------------------------------------- | ---------------------------------------------------- | ---------------------------------------------------- | ---------------------------------------------------- | ---------------------------------------------------- |
| Temp. máx. abs. (°C)                                                   | 35.2                                                 | 35.6                                                 | 36.0                                                 | 35.2                                                 | 32.8                                                 | 33.5                                                 | 32.2                                                 | 32.2                                                 | 32.2                                                 | 33.6                                                 | 34.0                                                 | 34.2                                                 | 36.0                                                 |
| Temp. máx. media (°C)                                                  | 30.9                                                 | 31.2                                                 | 31.7                                                 | 31.8                                                 | 31.1                                                 | 30.4                                                 | 30.0                                                 | 30.0                                                 | 30.2                                                 | 30.0                                                 | 30.1                                                 | 30.3                                                 | 30.6                                                 |
| Temp. media (°C)                                                       | 26.6                                                 | 26.9                                                 | 27.7                                                 | 28.2                                                 | 28.3                                                 | 27.9                                                 | 27.6                                                 | 27.6                                                 | 27.5                                                 | 27.0                                                 | 26.7                                                 | 26.6                                                 | 27.4                                                 |
| Temp. mín. media (°C)                                                  | 22.3                                                 | 22.6                                                 | 23.7                                                 | 24.6                                                 | 25.5                                                 | 25.5                                                 | 25.2                                                 | 25.1                                                 | 24.8                                                 | 24.0                                                 | 23.2                                                 | 22.8                                                 | 24.1                                                 |
| Temp. mín. abs. (°C)                                                   | 16.4                                                 | 18.9                                                 | 17.7                                                 | 21.2                                                 | 20.7                                                 | 21.4                                                 | 21.4                                                 | 21.6                                                 | 21.2                                                 | 21.0                                                 | 18.6                                                 | 18.1                                                 | 16.4                                                 |
| Precipitación total (mm)                                               | 58.2                                                 | 72.7                                                 | 128.0                                                | 245.6                                                | 392.4                                                | 184.9                                                | 121.9                                                | 119.5                                                | 245.4                                                | 365.4                                                | 414.4                                                | 175.3                                                | 2523.7                                               |
| Días de precipitaciones (≥ )                                           | 5                                                    | 5                                                    | 9                                                    | 14                                                   | 16                                                   | 16                                                   | 12                                                   | 11                                                   | 15                                                   | 17                                                   | 15                                                   | 10                                                   | 145                                                  |
| Horas de sol                                                           | 248.0                                                | 248.6                                                | 275.9                                                | 234.0                                                | 201.5                                                | 195.0                                                | 201.5                                                | 201.5                                                | 189.0                                                | 201.5                                                | 210.0                                                | 217.0                                                | 2623.5                                               |
| Humedad relativa (%)                                                   | 69                                                   | 69                                                   | 71                                                   | 75                                                   | 78                                                   | 79                                                   | 78                                                   | 77                                                   | 78                                                   | 78                                                   | 76                                                   | 73                                                   | 75                                                   |
| Fuente n.º 1: World Meteorological Organization, Hong Kong Observatory |                                                      |                                                      |                                                      |                                                      |                                                      |                                                      |                                                      |                                                      |                                                      |                                                      |                                                      |                                                      |                                                      |
| Fuente n.º 2: NOAA                                                     |                                                      |                                                      |                                                      |                                                      |                                                      |                                                      |                                                      |                                                      |                                                      |                                                      |                                                      |                                                      |                                                      |

## Demografía

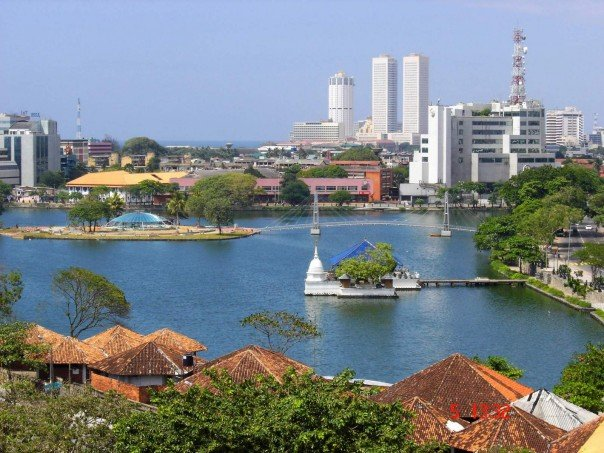
Vista de Colombo, con el lago Beira, el templo Seema Malakaya y la isla Galería.

Colombo es una ciudad que aloja numerosas etnias y culturas, entre las más relevantes se destacan el aporte cingalés, de los moros de Sri Lanka y de los tamiles. En la ciudad también conviven pequeñas comunidades de origen chino, portugués, neerlandés, malayo e indio, así como numerosos europeos. Colombo es la ciudad más poblada en Sri Lanka, con 642 163 habitantes dentro del límite urbano. Según el censo de 2001, la demografía urbana de Colombo por el origen étnico es el siguiente.
| N.º | Etnia                | Población | % Total |
| --- | -------------------- | --------- | ------- |
| 1   | Cingaleses           | 265 657   | 41,36   |
| 2   | Tamiles de Sri Lanka | 185 672   | 28,91   |
| 3   | Moros de Sri Lanka   | 153 299   | 23,87   |
| 4   | Tamiles Indios       | 13 968    | 2,17    |
| 5   | Malayos              | 11 149    | 1,73    |
| 6   | Burghers             | 5273      | 0,82    |
| 7   | Sri Lanka Chetty     | 740       | 0,11    |
| 8   | Bharatha             | 471       | 0,07    |
| 9   | Otros                | 5934      | 0,96    |
| 10  | Total                | 642 163   | 100     |

## Gobierno y política
Colombo es regida por un Consejo municipal establecido en la carta organizativa de la ciudad. El alcalde de Colombo y los miembros del consejo son elegidos a través de las elecciones locales celebradas cada cinco años. Durante los últimos 50 años la ciudad ha sido gobernado por el Partido Nacional Unido (UNP), un partido políticamente de derecha, cuyas políticas a fvor del desarrollo comercial son apreciadas por el grueso de la población de Colombo. Sin embargo, la lista de candidatos del UNP para las elecciones municipales del 2006 fue rechazada, y un grupo independiente apoyado por el UNP ganó las elecciones. Posteriormente Uvais Mohamed Imitiyas fue nombrado alcalde de Colombo.
El gobierno de la ciudad es responsable de organizar los servicios de alcantarillado, la gestión de la red de calles y carreteras y la recolección y procesamiento de residuos. En el caso de los servicios públicos el consejo sirve de enlace con el ente de abastecimiento de agua y drenajes, el ente de suministro eléctrico de Ceilán y los proveedores de servicios de telefonía.
Al igual que la mayoría de las ciudades de Sri Lanka, el magistrado judicial y el tribunal de distrito se ocupan de realizar las diligencias por crímenes y delitos, mientras que el Consejo Municipal procesa infracciones de tránsito y a disposiciones municipales sobre el comercio y la salubridad entre otros temas. Colombo alberga la cárcel más grande del país, conocida como la Prisión Magazine, la misma se encuentra ubicada en la zona de Colombo llamada Welikada. También se encuentran en Colombo las sedes de la Policía, Ejército, Armada, Fuerza Aérea y muchas otras oficinas administrativas incluida la Corte Suprema de Justicia de Sri Lanka y prácticamente todos los ministerios del Gobierno.

### Visión y misión del gobierno local
Visión:

Que Colombo sea una ciudad modelo en Asia. Que la organización de su gobierno y municipio busque velar por los intereses de los ciudadanos y usuarios mediante la provisión de un servicio de alta calidad y eficiente que cree condiciones para una vida segura, saludable y próspera.

Misión

Ser una organización excelente en la prestación de servicios para los ciudadanos para el público y los clientes, optimizando el uso de los recursos disponibles a través de un equipo de trabajo competente, motivado y con contracción al trabajo.

## Economía
La gran mayoría de las empresas de Sri Lanka tienen su sede en Colombo. Destacan las industrias de productos químicos, textiles, vidrio, cemento, artículos de cuero, muebles y joyas. En el centro de la ciudad se encuentra el segundo edificio más alto del sur de Asia: el World Trade Center. Sus torres gemelas de 40 pisos de alto se encuentran en el distrito de Fort, el centro neurálgico de la ciudad, en ellas se alojan importantes establecimientos comerciales.
Junto al distrito de Fort se encuentra el distrito de Pettah. Pettah es un lugar donde es posible comprar todo tipo de cosas, las calles de Pettah bullen de actividad y tráfico y las aceras están llenas de pequeños puestos de venta, en ellos se puede encontrar desde deliciosos sharbat hasta camisas. La calle principal mayormente posee tiendas de venta de ropa, mientras que las calles que la cruzan se especializan en determinados rubros comerciales. Por ejemplo, en la primera calle que la cruza la mayoría de las tiendas comercalizan artículos electrónicos, en la segunda teléfonos celulares. La mayoría de estos comercios en Pettah están en manos de comerciantes musulmanes. Al final de la calle principal más lejos de Fort se encuentra la Calle del Mar, el mercado del oro de Sri Lanka y las joyerías.
La Región Metropolitana de Colombo (CMR) incluye a Kotte la capital administrativa del país y a Colombo. Dentro de las fronteras de la CMR se encuentran el 80 % de las industrias del país y más del 60 % de todos los vehículos que circulan por las carreteras de Sri Lanka.

## Educación
Colombo posee numerosas escuelas superiores y universidades. La educación en Sri Lanka es gratuita y obligatoria, debiendo todos los niños cursar 13 años de escolaridad. Entre los principales centros de enseñanza secundaria de Colombo se encuentran el Royal College una de las más antiguas instituciones educativas de Sri Lanka, el Ananda College con la mayor población estudiantil budista, el Zahira College con la mayor población de estudiantes musulmanes de Sri Lanka, y el Colegio hindú, con la mayor población estudiantil hindú y Visakha Vidyalaya una escuela budista para las niñas. La mayoría de las escuelas en la ciudad son administradas por el consejo provincial, mientras que algunas escuelas prominentes se encuentran bajo el régimen de las escuelas nacionales gestionadas por el gobierno central.
La Universidad de Colombo es la única universidad estatal en la ciudad. La universidad de la escuela de computación es famosa por sus contribuciones al proyecto de software del servidor web Apache. El Instituto de Tecnología de la Información de Sri Lanka también tiene un campus metropolitano en el centro de la ciudad.

## Desarrollo urbano
Colombo cuenta con la mayoría de los servicios y facilidades que son propias de una ciudad moderna. En los últimos tiempos ha habido un incremento en la construcción de edificios de condominios en la ciudad, principalmente producto del elevado valor de la tierra.
Prácticamente todas las misiones extranjeras, embajadas, altas comisiones y sedes de ONG y organizaciones como las Naciones Unidas poseen sus residencias en la ciudad.
Las torres del World Trade Center son uno de los principales puntos de referencia de la ciudad. Antes de estas torres el Banco de Ceilán que se encuentra en sus adyacencias era la estructura más alta y prominente de la ciudad. También se destaca el majestuoso y antiguo edificio del Parlamento que se encuentra emplazado en el distrito de Fort.
Otro hito destacable es la mezquita Jami Ul Alfar que puede ser observada desde el puerto. La mezquita es uno de sitios de interés turístico más visitados en Colombo.
En el distrito de Fort se encuentra el complejo de Cargills & Millers que ha sido declarado como monumento histórico por una ley especial del Gobierno, a los efectos de preservar el acervo histórico de la zona de Fort.
El Galle Face Green es el más grande y elegante paseo marítimo de la ciudad. El mismo está bordeado por palmeras y se extiende en una franja paralela a la costa, a lo largo de 1,5 km. El parque es especialmente visitado los viernes y sábados. Por las noches el sitio es ocupado por familias en busca de esparcimiento, por personas que practican deportes y entusiastas de la salud realizando sus caminatas diarias por la noche. Existen numerosos pequeños puestos de comida y un pequeño tramo de playa para darse un baño. El parque con frecuencia es utilizado para realizar conciertos y actuaciones al aire libre.
El famoso hotel Galle Face de estilo colonial fundado en 1864, y conocido como la Esmeralda de Asia, se encuentra sobre el Galle Face Green. El hotel ha alojado a distinguidos invitados entre ellos la familia real británica entre otros invitados. A la vuelta de la esquina de Galle Face se encuentran destacados cafés, elegantes boutiques y bares.

## Comunicaciones

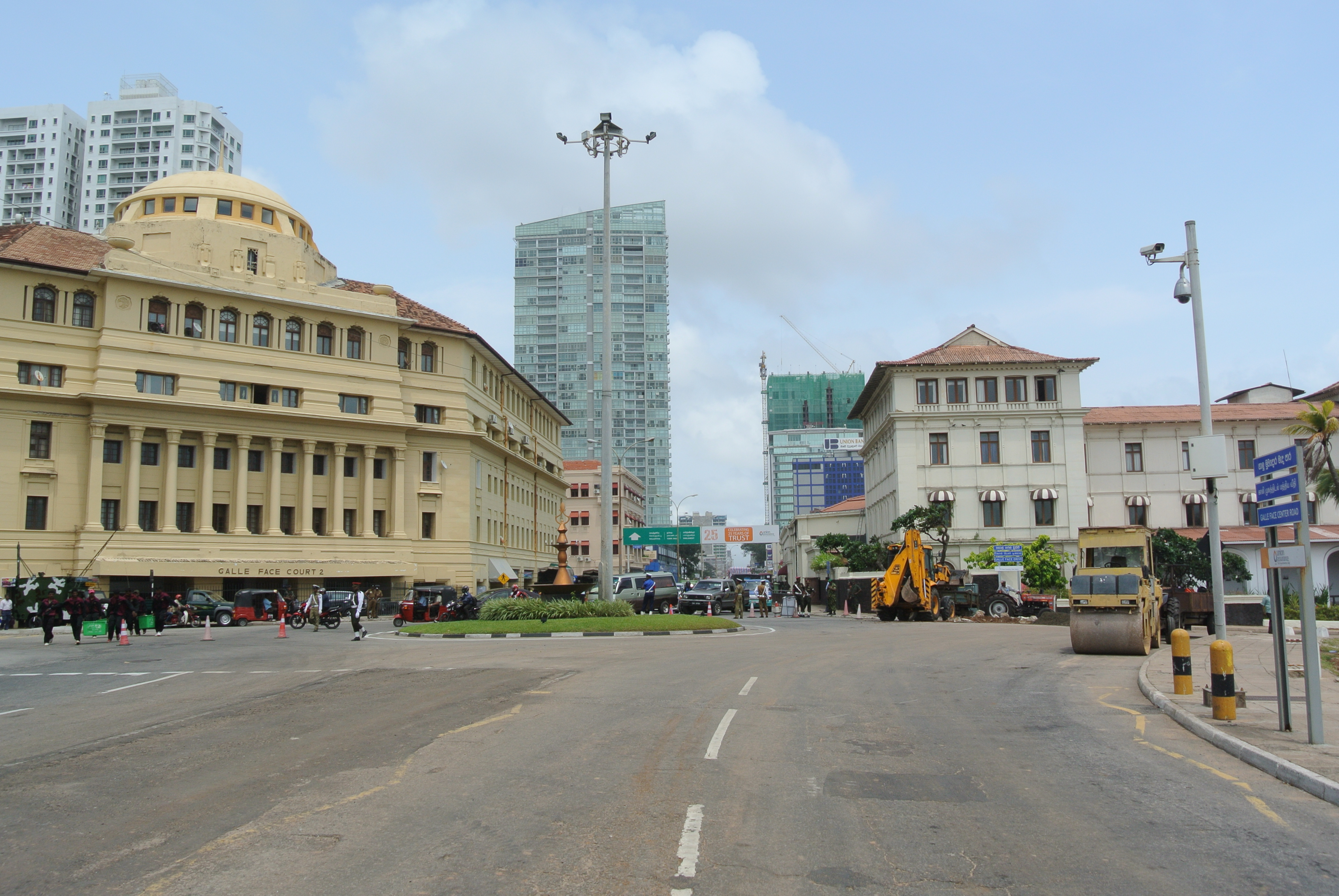
Carretera A2 en el centro ciudad

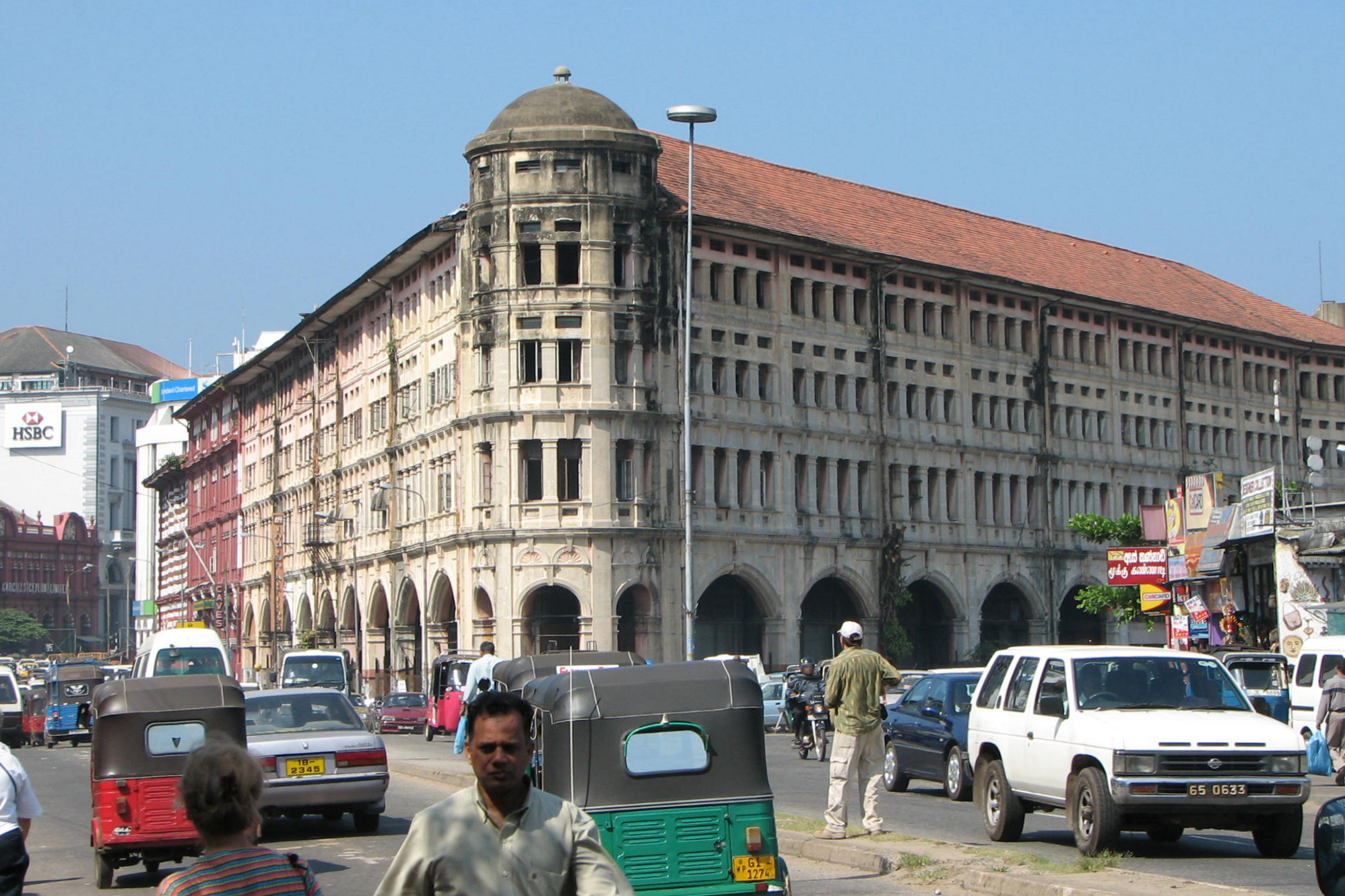
Tráfico de Colombo.

Sri Lanka dispone de tan sólo un aeropuerto, el Aeropuerto Internacional Bandaranaike, situado a 35 kilómetros hacia el norte del centro de Colombo. En él operan más de 30 compañías aéreas, entre ellas la SriLankan Airlines.
La red de transporte público incluye autobuses, trenes, auto rickshaws (comúnmente llamado "tres ruedas" en Sri Lanka) y taxis. El servicio de autobús es operado tanto por compañías particulares como gubernamentales. El servicio de autobús no está exento de inconvenientes, sus vehículos son insuficientes por lo que es muy común ver a los pasajeros colgados por fuera de las puertas, además el calor y el denso tráfico ayudan a que el viajar en autobús no sea una experiencia para recomendar. Las horas punta en la ciudad son realmente caóticas.
Otros servicios que existen en la ciudad son los taxis, más cómodos que los autobuses y las calesas motorizadas, vehículos de tres ruedas algo más baratos que los taxis pero expuestos al calor y humo de la calle.
Con respecto al sistema ferroviario, por Colombo pasan nueve líneas que la conectan con los puntos más importantes del país. Una de las principales líneas ferroviarias es la Intercity Express (ICE), que une Colombo con Kandy y Galle. La estación de ferrocarril de Fort es el epicentro de la red de trenes de la ciudad. Para aliviar el tráfico en la Colombo se ha comenzado la construcción del Metro Rail Colombo, un sistema ferroviario de tránsito rápido y masivo, similar al existente en otras ciudades de Asia. El proyecto es llevado a cabo por una sociedad formada por capitales indios y de Singapur.

## Cultura

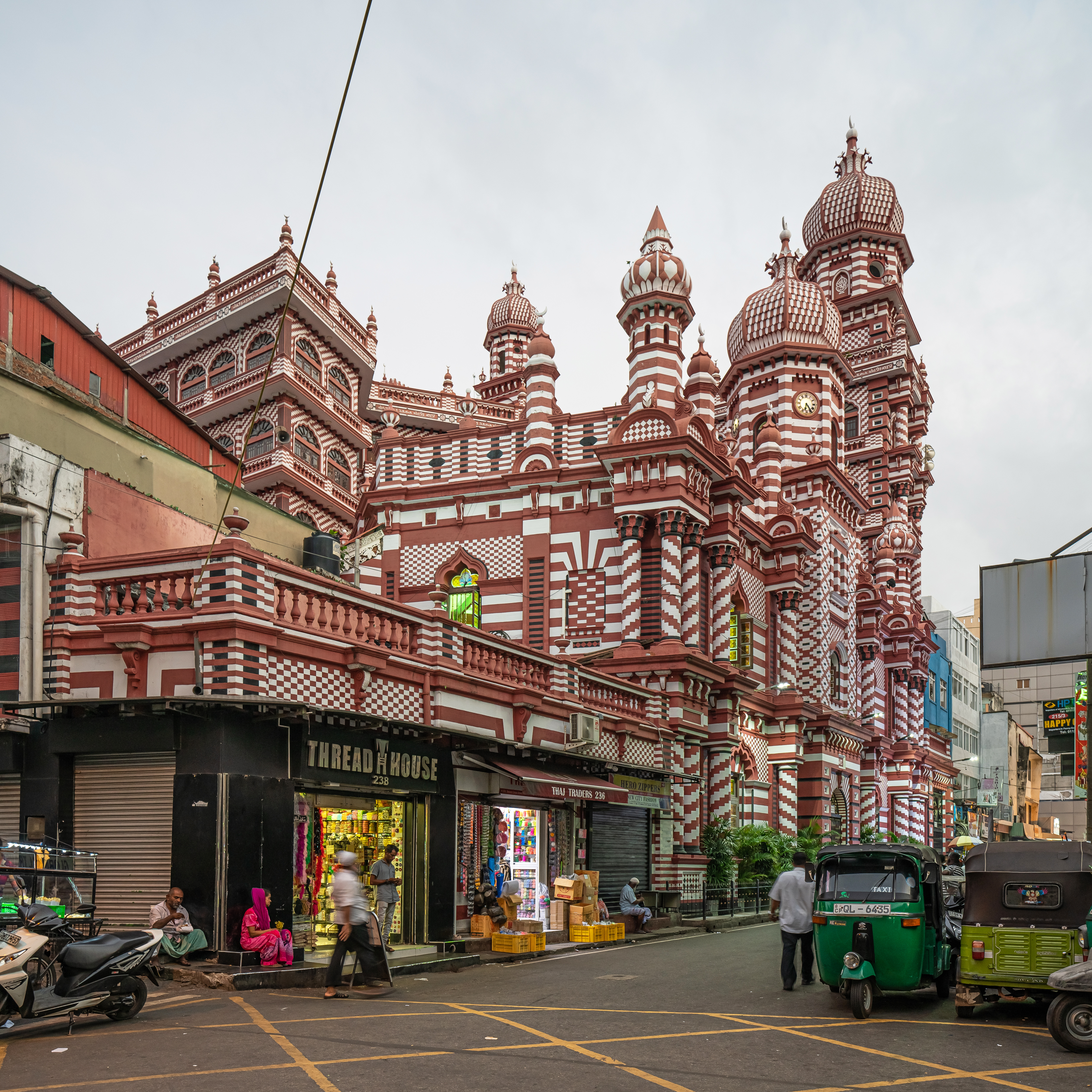
La mezquita Jami Ul Alfar.

### Eventos culturales y ferias
El festival más tradicional y vistoso de Colombo es la celebración del nacimiento, ilustración y muerte de Buda, todos recordados el mismo día. En cingalés esto se conoce como Vesak. Durante este festival, gran parte de la ciudad es decorada con faroles, luces y pantallas especiales de luz (conocidos como Thoran). El festival se realiza a mediados del mes de mayo y dura una semana, y muchos ciudadanos de Sri Lanka visitan la ciudad para ver las competencias de faroles y las decoraciones. Durante esta semana la gente distribuye arroz, bebidas y otros alimentos de forma gratuita en lugares designados como Dunsal que significa caridad. Estos Dunsals son populares entre los visitantes de los suburbios.
La Navidad es otra gran festividad que se celebra en la ciudad. Aunque en Sri Lanka, los cristianos solo representan algo más del 7 % de la población, la Navidad es una de las fiestas más grandes de la isla. La mayoría de calles y edificios comerciales se iluminan y decoran desde principios de diciembre. Es frecuente ver grupos entonando villancicos y otros representando la natividad.

### Artes Escénicas
Colombo tiene varios centros de artes escénicas que son populares por sus musicales y representaciones teatrales. El más famoso centros de artes escénicas son el Teatro Lionel Wendt, Elphinstone la Torre y el Salón, todos los cuales tienen una muy rica historia.

### Museos y colecciones de arte
El Museo Nacional de Colombo, se creó el 1 de enero de 1877 durante el mandato del gobernador colonial británico sir William Henry Gregory, el mismo está situado en zona de Cinnamon Gardens. El museo alberga las joyas y el trono del último rey del país, Sri Wickrama Rajasinghe, quien fuera capturado y exiliado a Mauricio por los ingleses en 1815. Colombo no cuenta con una gran galería de arte, aunque existe una pequeña colección de obras maestras de Sri Lanka en la Galería de Arte en el Camino Verde.

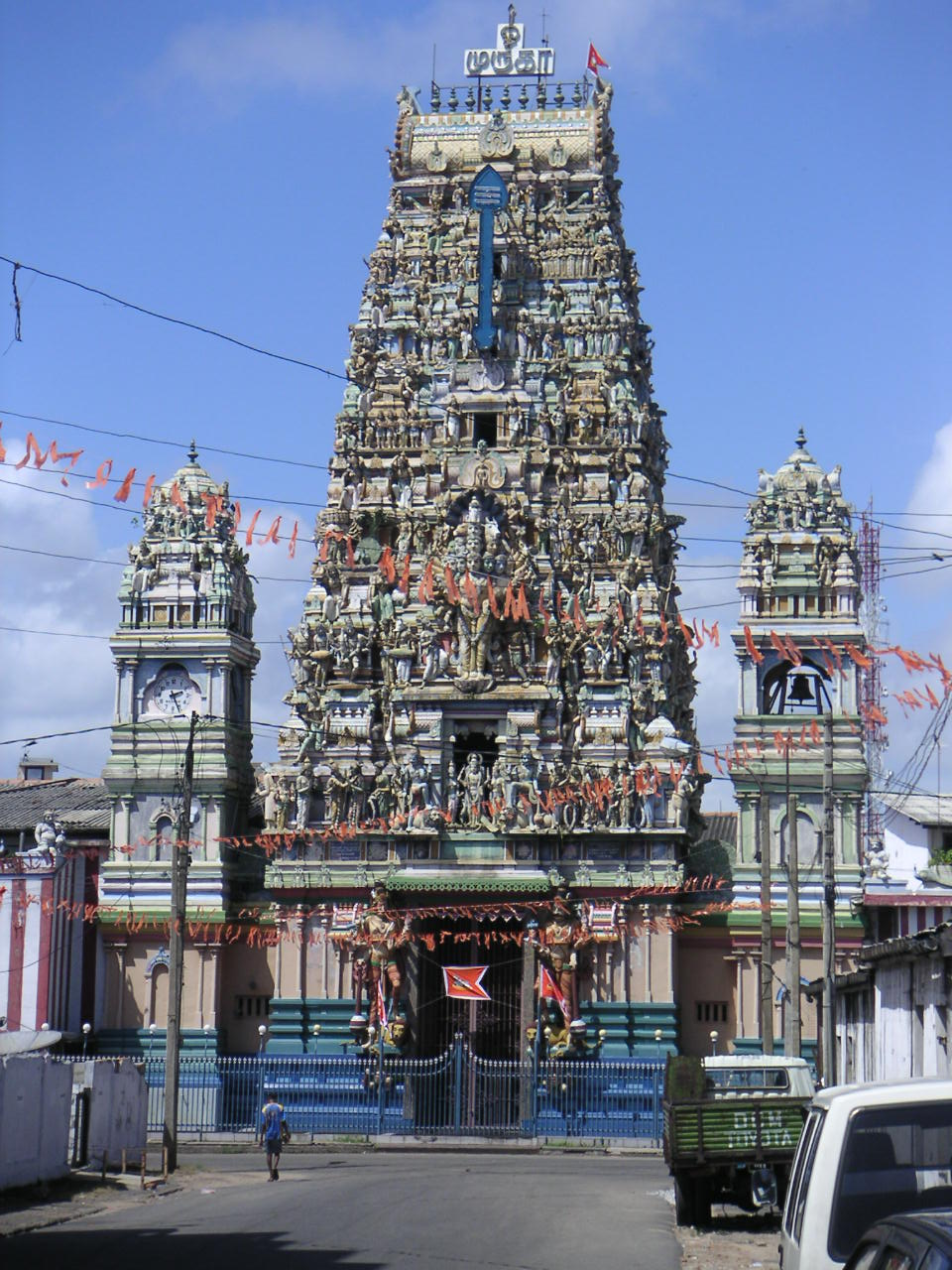
El templo hindú Murugan en el distrito de la isla de esclavos.

### Deportes
Sin lugar a dudas el deporte más popular en Sri Lanka es el cricket. El equipo representativo del país fue campeón de la Copa Mundial de Cricket en 1996 y llegaron a las finales en el 2007. El deporte se juega en los parques, patios de recreo, playas e incluso en las calles de la ciudad. Colombo posee dos estadios internacionales de cricket, el Club Deportivo cingalés y el estadio R. Premadasa. El rugby también es un deporte muy popular. El estadio Sugathadasa de la ciudad, posee canchas de atletismo, natación y fútbol que cumplen con los requerimientos de los reglamentos de las federaciones internacionales de estos deportes.

### Medios de comunicación
Casi todos los grandes medios de comunicación en Sri Lanka operan desde Colombo. Los medios de comunicación del Estado tiene sus oficinas en Bullers Road. La Sri Lanka Broadcasting Corporation, anteriormente conocida como Radio Ceilán, también se encuentra en Colombo. La SLBC es la más antigua emisora de radio del sur de Asia.

### Moda
La ciudad es un popular centro de la moda en el sudeste de Asia hoy. La industria ha evolucionado para satisfacer las normas modernas y realiza periódicamente muestra para exhibir el talento local.

## Ciudades hermanas
- San Petersburgo, Rusia (desde 1997)
- Barcelona, España (desde 2000)